# Neatostema
- Commons
- Wikispecies

Neatostema é um gênero de plantas pertencente à família Boraginaceae.

## Espécies
- Neatostema apulum